# Toni Mang
Anton "Toni" Mang (Inning am Ammersee, 29 september 1949) is een Duits voormalig motorcoureur en vijfvoudig wereldkampioen wegrace en tevens vroeger kindertoneelspeler.
Zijn eerste publieke optredens als kind had Toni Mang tussen 1956 en 1959 in films. In deze periode speelde hij in minstens vier sprookjesfilms, waaronder Die Bremer Stadtmusikanten uit 1959.

Begin jaren zeventig vormde hij samen met Sepp Schlögl en Alfons Zender de technische staf van de motorcoureur Dieter Braun. Ze bouwden uit Maico-onderdelen een eigen 250cc-racer, de SMZ (Schlögl-Mang-Zender), waarmee Braun goede resultaten scoorde. In de Duitse Grand Prix van 1972 werd hij er tweede mee en in het wereldkampioenschap 250 cc eindigde hij met slechts drie races als twaalfde.

## Racecarrière

### 1975
Hoewel het SMZ-project wegens geldgebrek al eind 1972 werd stilgelegd, bleef de machine bestaan. In het seizoen 1975 gebruikte Toni Mang een 350cc-versie in de GP van Oostenrijk waar hij als zesde finishte.

### 1976
In het seizoen 1976 reed hij in het wereldkampioenschap in twee klassen met een Morbidelli 125 en een Yamaha TZ 350. Hij won de 125cc-Grand Prix van Duitsland en hij werd vijfde in de 125cc-eindstand.

### 1977
In het seizoen 1977 reed hij alle Grands Prix in de 125cc-klasse, waarin hij opnieuw als vijfde eindigde. Hij reed ook bijna overal een tweede race, afwisselend in de 250cc-klasse met een Yamaha TZ 250 en in de 500cc-klasse met een Suzuki RG 500.

### 1978
Via de Duitse Kawasaki-importeur kreeg Mang voor het seizoen 1978 twee fabrieksracers: een Kawasaki KR 250 en een Kawasaki KR 350. Hij vormde het fabrieksteam samen met Kork Ballington en Mick Grant, terwijl Gregg Hansford fabrieksracers uit 1977 kreeg. De resultaten vielen in dat jaar nog tegen: hoewel Mang de 250cc-race van de Britse Grand Prix won eindigde hij het seizoen als vijfde, terwijl Ballington wereldkampioen werd. In de 350cc-klasse, waarin Ballington ook kampioen werd, eindigde Mang slechts als zestiende.

### 1979
Ook in het seizoen 1979 werd Ballington dubbelkampioen, maar Toni Mang eindigde in de 250cc-klasse als zesde en in de 350cc-klasse als vierde.

### 1980, 1e wereldtitel
In het seizoen 1980 ontstond er onenigheid tussen Toni Mang en Kawasaki. Dit was echter het jaar dat Mike Krauser een groot raceteam opzette, waar ook de zijspancoureurs Rolf Biland, Werner Schwärzel en Hermann Huber deel van uitmaakten. Daarvoor kocht hij ook 250- en 350cc-fabrieks-Kawasaki's, waar hij verder geen omkijken naar had. Toni Mang zette ze onder het "Team Krauser" in en verzorgde zijn machines met hulp van Sepp Schlögl, zelf. Het officiële fabrieksteam bestond in de 250cc-klasse uit Kork Ballington en Jean-François Baldé en in de 350cc-klasse alleen uit Baldé. In de 250cc-klasse won Toni Mang de eerste race en hij gaf daarna de leiding in het wereldkampioenschap niet meer uit handen. Toen hij in de GP van Finland tweede werd was hij al zeker van zijn eerste wereldtitel. Mang concentreerde zich daarna nog meer op de 350cc-klasse. In de Grand Prix van Tsjecho-Slowakije kwam hij op gelijke hoogte met Jon Ekerold, maar die won de Duitse Grand Prix waardoor hij wereldkampioen werd en Mang het kampioenschap als tweede afsloot.

### 1981, 2e en 3e wereldtitel

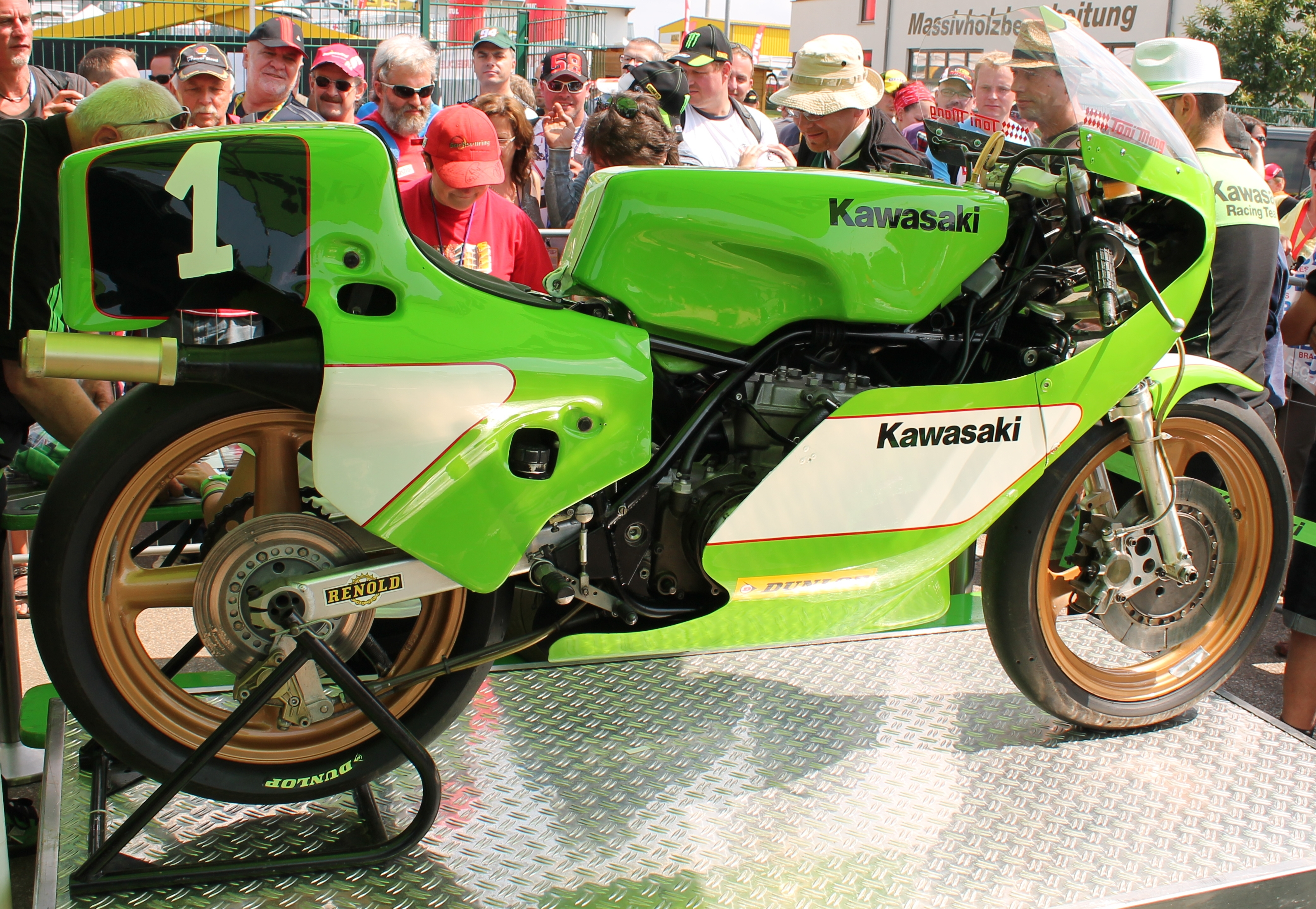
Kawasaki KR 350 van Toni Mang

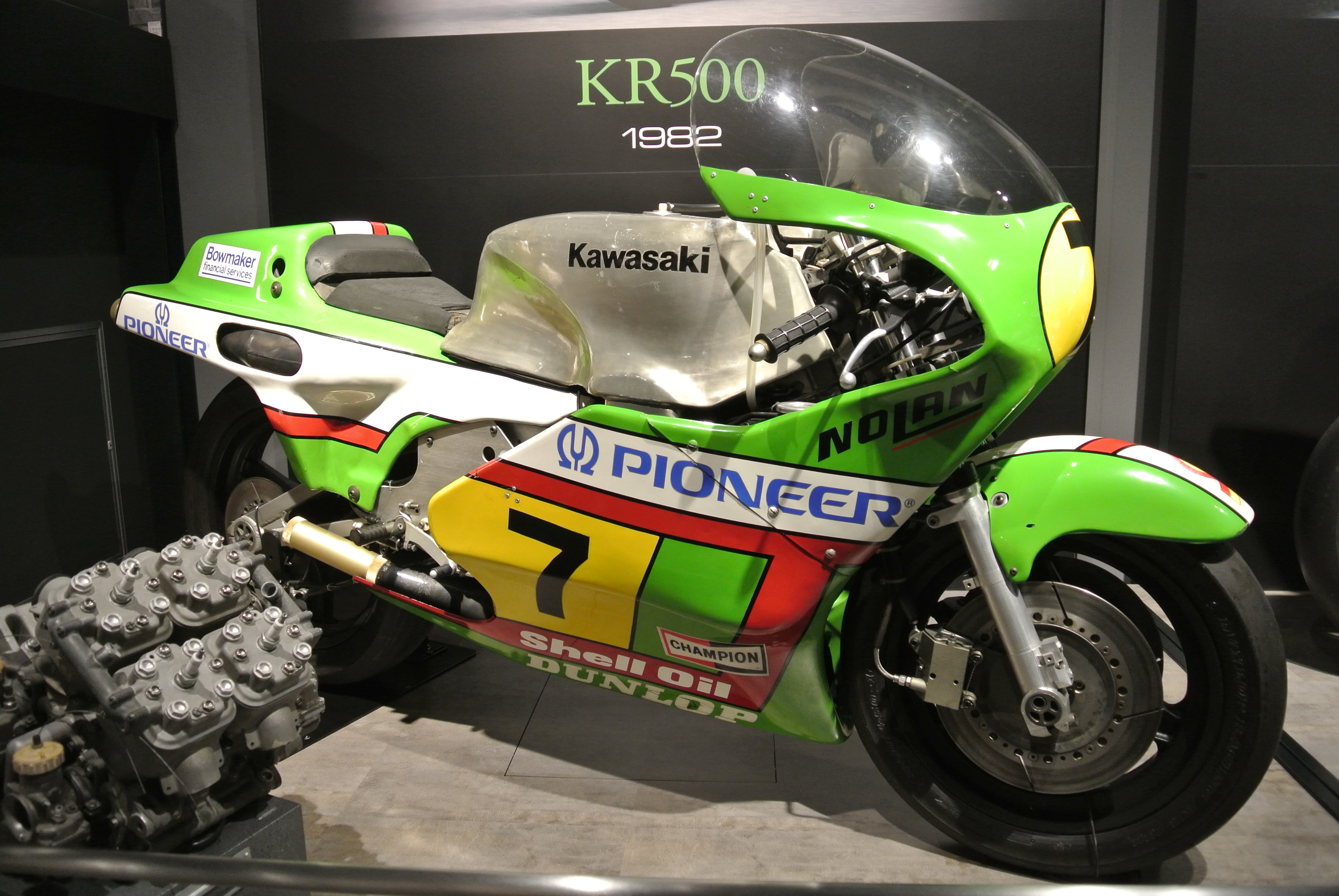
Kawasaki KR 500 uit 1982

Het seizoen 1981 was het meest succesvolle voor Toni Mang, maar hij was ook de meest succesvolle coureur. Hij was weer terug in rechtstreekse dienst van Kawasaki. In de 250cc-klasse startte hij in twaalf races, waarvan hij er tien won. In de 350cc-klasse startte hij in acht races en daarvan won hij er vijf. Al voor aanvang van het seizoen kwam Mang in conflict met Jon Ekerold, die de GP van Argentinië wilde boycotten. Mang wilde wel in Argentinië rijden en kon daar door zijn contract met Kawasaki ook niet onderuit. Het conflict werd nog vergroot toen beiden elkaar tijdens de GP van Oostenrijk raakten.

#### 350 cc
Voor Ekerold pakte het in Argentinië echter goed uit, want hij won de 350cc-race, terwijl Mang slechts zevende werd. Ekerold riep daarop dat niemand hem dit seizoen zou kunnen verslaan, wat bij zijn andere collega's ook niet goed viel. Ekerold won nog de GP des Nations, maar brak zijn enkel tijdens de races in Raalte en Mang won de GP van Duitsland, de GP van Joegoslavië, de TT van Assen, de GP van Groot-Brittannië en de GP van Tsjecho-Slowakije en werd wereldkampioen.

#### 250 cc
In de Argentijnse Grand Prix kon Toni Mang geen goede afstelling voor zijn Kawasaki vinden en hij werd slechts veertiende. Daarna won hij de Duitse Grand Prix, de Franse GP, de Spaanse GP, de TT van Assen, de Belgische GP, de GP van San Marino, de Britse GP, de Finse GP, de Zweedse GP en de GP van Tsjecho-Slowakije. Ook in deze klasse werd hij wereldkampioen.

### 1982, 4e wereldtitel
Zowel Toni Mang als Kork Ballington reden in de openingsrace (GP van Argentinië) met de KR 500. Gedurende de rest van het seizoen bleef alleen Ballington in de 500cc-klasse actief, maar zowel Ballington als Mang vonden dat er te veel geld en energie in het 500cc-project werd gestoken. In het eerste deel van het seizoen had Mang moeite om de juiste afstellingen van zijn Kawasaki's te vinden, maar dat veranderde toen hij in de GP des Nations na de start van de 250cc-race terugviel naar de laatste plaats maar toch wist te winnen. Uiteindelijk bleef het in beide klassen spannend tot en met de GP van Duitsland. Bij de start van die Grand Prix had Mang in de 250cc-klasse acht punten achterstand op privérijder Jean-Louis Tournadre en in de 350cc-klasse vijf punten voorsprong op Didier de Radiguès. Mang moest de 250cc-race winnen om wereldkampioen te worden, waarbij Tournadre niet bij de eerste vier mocht eindigen. Tournadre reed op de snelle Hockenheimring slechts de twaalfde trainingstijd. De race draaide uit op een soort "Duitsland-Frankrijk", waarbij Manfred Herweh er alles aan deed om Tournadre op te houden, maar uiteindelijk staken de Fransen Patrick Fernandez en Christian Estrosi daar een stokje voor. Estrosi reed voor het team van Pernod, dat al had aangegeven een rijder te willen opofferen om Tournadre te helpen. Dat werd Estrosi, want teamgenoot Thierry Espié werd derde achter Mang en Paolo Feretti, maar vóór Tournadre. Voor Tournadre, die werd uitgefloten door het Duitse publiek, was het echter genoeg om Mang van de titel af te houden. Ook in de 350cc-race kreeg Mang hulp van landgenoten. Hij kon weglopen terwijl Manfred Herweh en Martin Wimmer ervoor zorgden dat De Radiguès niet bij hem kon komen. Uiteindelijk werd De Radiguès uitgeschakeld door een vetgeslagen bougie van zijn Chevallier-Yamaha en greep Mang de wereldtitel.

### 1983
In 1983 stapte Toni Mang over naar de 500cc-klasse. Hij werd opgenomen in het fabrieksteam van Suzuki, dat zijn RG 500-fabrieksracers onderbracht bij het Britse Heron-team met sponsoring van tabaksfabrikant HB. Mang kreeg aanvankelijk een productieracer om aan het snelheidsverschil te wennen, maar alle plannen verdwenen naar de achtergrond toen hij in de winter een ski-ongeval kreeg. Dat belette hem om aan het seizoen te beginnen tot hij eind mei een poging deed in de GP van Oostenrijk. Hij moest in de race echter opgeven door de pijn. Hij kwalificeerde zich ook niet voor de GP van Joegoslavië, de TT van Assen en de GP van België. Pas in de Britse Grand Prix kon Mang voor het eerst starten, maar toen stond Suzuki er al heel slecht voor. Door blessures van Mang, Loris Reggiani en het ernstige ongeval van Franco Uncini in Assen was men aangewezen op Randy Mamola, die derde in het wereldkampioenschap stond. Mang had intussen een fabrieksracer uit 1982 gekregen, maar die had hij met hulp van Sepp Schlögl wel van een ander frame voorzien. In Engeland werd hij twaalfde, maar in de GP van Zweden en de GP van San Marino werd hij beide malen tiende. Zo sloot hij een teleurstellend seizoen af met slechts twee punten en de achttiende positie.

### 1984
In het seizoen 1984 keerde Toni Mang terug naar de 250cc-klasse, maar nu Kawasaki gestopt was had hij geen fabrieksondersteuning meer. Met sponsorgeld van HB reed hij daarom met een Yamaha TZ 250-productieracer, die door Sepp Schlögl getuned werd. Mang won de GP van Frankrijk en scoorde in alle races waarin hij finishte ook punten. Hij beëindigde het seizoen als vijfde in de totaalstand.

### 1985
In het seizoen 1985 werd Mang opgenomen in het Honda Racing Corporation-fabrieksteam, samen met de Italiaan Fausto Ricci en de Amerikaan Freddie Spencer. Spencer en Ricci reden met sponsoring van Rothmans, terwijl Mang in Marlboro-kleuren reed. De Honda 250, die toen nog RS 250 R heette, was erg snel, maar Spencer kreeg als enige een afwijkende versie, de RS 250 R-W, die duidelijk sneller was dan de machines van Mang en Ricci. Spencer werd dan ook maar één keer in een rechtstreeks duel verslagen, toen Martin Wimmer de GP van Duitsland won. Mang won wel de Britse Grand Prix, maar daar had Freddie Spencer aan de vierde plaats genoeg om wereldkampioen te worden. Daarom startte Spencer niet eens in de Zweedse GP, die Mang ook won. Mang had het hele seizoen op de tweede plaats gestaan en bleef dat ook in de eindstand.

### 1986
Voor Honda was het logisch om Toni Mang in het seizoen 1986 te behouden, ook al omdat Freddie Spencer zich zou gaan concentreren op de 500cc-klasse. Wel bracht men hem onder bij Rothmans, de huissponsor van HRC, omdat Marlboro zich aan het Yamaha-team van Giacomo Agostini had verbonden. Toni Mang won zeer nipt de GP des Nations, maar bij een val tijdens de training van de Grand Prix van Oostenrijk brak hij een voet. Tijdens de volgende GP van Joegoslavië probeerde Mang te rijden met een speciale voetsteun en een aangepaste laars, maar hij reed slechts de zeventiende trainingstijd en tijdens de race moest hij stoppen vanwege de pijn. Hij had toen nog het geluk dat zijn grootste concurrent Carlos Lavado ten val kwam, maar Jean-François Baldé werd tweede en passeerde Mang in het klassement. Tijdens de TT van Assen kon Mang nog steeds geen goede duwstart maken, maar hij rukte van de vijftiende plaats op naar de tweede, achter Lavado. Daardoor pakte hij de tweede plaats in het wereldkampioenschap terug, maar hij had al 21 punten achterstand op Lavado. In de regenrace van de GP van België had hij weer een slechte start en hij werd slecht achttiende. Het luidde een steeds slechter seizoen in. Hij scoorde een vijfde plaats in de GP van Frankrijk, viel in de Britse Grand Prix en de Zweedse Grand Prix en werd vierde in de GP van San Marino. Hij sloot het seizoen af als vierde in de eindstand.

#### Colette
In maart 1985 trouwde Toni Mang met de Zuid-Afrikaanse zakenvrouw Colette. Volgens Sepp Schlögl veranderde er toen veel met zijn vriendschapsband met Toni. Die reisde niet langer met Sepp in een busje naar de races, maar met Colette in een camper. Colette nam de leiding van het kleine team over, een functie die in 1986 officieel werd. Het leidde tot spanningen tussen Mang en Schlögl en de bom barstte rond september 1986, toen Schlögl het team van Mang verliet en na vijftien jaar samenwerking overstapte naar Reinhold Roth, die eveneens met de Honda NSR 250 reed. De officiële ontslagreden was het feit dat Sepp Schlögl geen Engels sprak en moeilijk kon communiceren met de Japanners, maar dat was tijdens de samenwerking met Kawasaki ook geen probleem geweest. Bovendien had Mang zijn oude vriend Alfons Zender ingehuurd voor de internationale communicatie. Hoe lang het huwelijk duurde is niet bekend, maar in 1994 werkte Colette nog als liaison tussen rijders en sponsoren en in 1995 was ze terug in Zuid-Afrika, waar ze werkte als manager van een filiaal van de bandenhandel Supa Quick. Mang hertrouwde later met Renate. De relatie tussen Toni Mang en Sepp Schlögl werd later weer hersteld, want ze namen samen in 2017 nog deel aan klassieke races met de Kawasaki KR 250.

### 1987, 5e wereldtitel
Zonder steun en toeverlaat Sepp Schlögl begon Toni Mang aan het seizoen 1987. Hij was inmiddels 38 jaar oud, maar hij had Honda een belofte gedaan: "ik blijf tot ik wereldkampioen ben". Een voordeel was dat de Yamaha's er in dit seizoen niet aan te pas kwamen, maar Mang's jaar begon slecht met een achtste plaats in de GP van Japan en een val in de Spaanse GP. Daarna ging het echter gestaag: Mang won acht GP's en werd wereldkampioen voor zijn concurrent Reinhold Roth.

### 1988
Nadat 1987 zo slecht begon en zo goed eindigde, gebeurde in het seizoen 1988 feitelijk het omgekeerde. Ondanks een zestiende startplaats won Toni Mang de Grand Prix van Japan na enerverende gevechten met John Kocinski en Sito Pons. Daarna volgde een zeer slechte reeks, met als dieptepunt een val tijdens de GP van Spanje. Pas in de TT van Assen en in de GP van België scoorde hij weer podiumplaatsen. Vlak na de start van de Grand Prix van Joegoslavië werd Mang aangetikt door Donnie McLeod. Beiden kwamen ten val, maar McLeod kon weer verder rijden. Mang had echter een sleutelbeen gebroken. Dit was de eerste serieuze blessure uit zijn hele loopbaan. In afwachting van zijn genezing sloeg hij de Franse GP, de Britse GP en de Zweedse GP over. In augustus was duidelijk dat hij dit seizoen niet meer kon rijden en maakte hij bekend dat hij zijn carrière zou beëindigen. Zijn beide Honda NSR 250's stelde hij ter beschikking aan Jochen Schmid en Helmut Bradl. Vooral voor Schmid was dat een belangrijke geste, want hij was nog puntloos maar werd met Mang's machine tiende in de GP van Tsjecho-Slowakije. Bradl scoorde zijn beste seizoensresultaat (zesde) in de GP van Brazilië.
Na zijn carrière was Toni Mang van plan een eigen raceteam op te zetten, met Jochen Schmid en Helmut Bradl als coureurs. Die kwamen echter onder de vleugels van Honda Deutschland, waardoor die plannen niet doorgingen. Waarschijnlijk bleef zijn vrouw Colette wel als manager/coördinator voor Rothmans Honda Deutschland werken (zij geeft dat aan op haar LinkedIn-profiel). Toni ging aan het werk in zijn oude beroep al metaalbewerker en begon een bedrijf dat zich specialiseerde in pneumatiek, vacuümtechniek en hydraulica. Hij was inmiddels getrouwd met zijn tweede vrouw Renate. Hij verzorgde ook wegracetrainingen en deed weer veel samen met Sepp Schlögl. Zo ondersteunden ze vanaf 2007 samen de Duitse coureur Marcel Schrötter. De Kawasaki KR 250 uit 1980 bleef in het bezit van Toni Mang en werd onderhouden door Schlögl, zodat hij ermee kon rijden in klassieke races en demoraces.

## Wereldkampioenschap wegrace resultaten
(Races in vet zijn pole-positions; races in cursief geven de snelste ronde aan)
|                           | 1e | 2e | 3e | 4e | 5e | 6e | 7e | 8e | 9e | 10e | 11e | 12e | 13e | 14e | 15e |
| Puntentelling tot 1988:   | 15 | 12 | 10 | 8  | 6  | 5  | 4  | 3  | 2  | 1   |     |     |     |     |     |
| Puntentelling vanaf 1988: | 20 | 17 | 15 | 13 | 11 | 10 | 9  | 8  | 7  | 6   | 5   | 4   | 3   | 2   | 1   |

| Jaar | Klasse | Team      | Motorfiets              | 1       | 2       | 3          | 4       | 5       | 6       | 7       | 8          | 9       | 10      | 11      | 12      | 13      | 14      | 15         | Punten | Plaats | Overwinningen |                                                | Wereldkampioen                                     |
| ---- | ------ | --------- | ----------------------- | ------- | ------- | ---------- | ------- | ------- | ------- | ------- | ---------- | ------- | ------- | ------- | ------- | ------- | ------- | ---------- | ------ | ------ | ------------- | ---------------------------------------------- | -------------------------------------------------- |
| 1975 | 350 cc | Privé     | SMZ 350                 | FRA -   | SPA -   | OOS 6      | DUI -   | NAT -   | IOM -   | NED -   |            |         | FIN -   | TSL -   | JOE -   |         |         |            | 5      | 25e    | 0             |                                                | Johnny Cecotto, Yamaha TZ 350/Bimota-Yamaha TZ 350 |
| 1976 | 125 cc | Privé     | Morbidelli 125          |         | OOS DNF | NAT -      | JOE -   |         | NED 6   | BEL 13  | ZWE -      | FIN 7   | TSL -   | DUI 1   | SPA 4   |         |         |            | 32     | 5e     | 1             | Pier Paolo Bianchi, Morbidelli 125             |                                                    |
| 1976 | 350 cc | Privé     | Yamaha TZ 350           | FRA -   | OOS -   | NAT -      | JOE -   | IOM -   | NED -   |         |            | FIN DNF | TSL -   | DUI -   | SPA 12  |         |         |            | 0      | -      | 0             | Walter Villa, Harley-Davidson RR 350           |                                                    |
| 1977 | 125 cc | Privé     | Morbidelli              | VEN 2   | OOS 20  | DUI 3      | NAT 4   | SPA DNF | FRA DNF | JOE 7   | NED 4      | BEL 3   | ZWE 14  | FIN DNF |         | GBR 8   |         |            | 55     | 5e     | 0             | Pier Paolo Bianchi, Morbidelli 125             |                                                    |
| 1977 | 250 cc | Privé     | Yamaha TZ 250           | VEN -   |         | DUI -      | NAT -   | SPA DNF | FRA -   | JOE 14  | NED DNF    | BEL DNF | ZWE -   | FIN -   | TSL DNF | GBR -   |         |            | 0      | -      | 0             | Mario Lega, Yamaha TZ 250/Morbidelli 250       |                                                    |
| 1977 | 500 cc | Privé     | Suzuki RG 500           | VEN -   | OOS -   | DUI 8      | NAT 10  |         | FRA DNF |         | NED -      | BEL -   | ZWE DNF | FIN DNQ | TSL -   | GBR -   |         |            | 4      | 25e    | 0             | Barry Sheene, Suzuki RG 500                    |                                                    |
| 1978 | 250 cc | Kawasaki  | Kawasaki KR 250         | VEN 7   | SPA 11  |            | FRA DNF | NAT 11  | NED DNF | BEL 7   | ZWE 9      | FIN 4   | GBR 1   | DUI 5   | TSL 10  | JOE 2   |         |            | 52     | 5e     | 1             | Kork Ballington, Kawasaki KR 250               |                                                    |
| 1978 | 350 cc | Kawasaki  | Kawasaki KR 350         | VEN -   |         | OOS DNF    | FRA DNF | NAT DNQ | NED DNF |         | ZWE 13     | FIN DNF | GBR DNF | DUI 6   | TSL 7   | JOE 6   |         |            | 14     | 16e    | 0             | Kork Ballington, Kawasaki KR 350               |                                                    |
| 1979 | 250 cc | Kawasaki  | Kawasaki KR 250         | VEN -   |         | DUI 3      | NAT DNF | SPA 10  | JOE 6   | NED 4   | BEL Boycot | ZWE 4   | FIN DNF | GBR 3   | TSL 4   | FRA 5   |         |            | 56     | 6e     | 0             | Kork Ballington, Kawasaki KR 250               |                                                    |
| 1979 | 350 cc | Kawasaki  | Kawasaki KR 350         | VEN -   | OOS 3   | DUI 2      | NAT 4   | SPA DNF | JOE 6   | NED 4   |            |         | FIN 4   | GBR DNF | TSL 2   | FRA DNF |         |            | 63     | 4e     | 0             | Kork Ballington, Kawasaki KR 350               |                                                    |
| 1980 | 250 cc | Krauser   | Kawasaki KR 250         | NAT 1   | SPA 2   | FRA 2      | JOE 1   | NED 3   | BEL 1   | FIN 2   | GBR 2      | TSL 1   | DUI 2   |         |         |         |         |            | 128    | 1e     | 4             | Toni Mang, Krauser-Kawasaki KR 250             |                                                    |
| 1980 | 350 cc | Krauser   | Kawasaki KR 350         | NAT DNF |         | FRA 4      |         | NED 3   |         |         | GBR 1      | TSL 1   | DUI 2   |         |         |         |         |            | 60     | 2e     | 2             | Jon Ekerold, Bimota-Yamaha TZ 350              |                                                    |
| 1980 | 500 cc | Kawasaki  | Kawasaki KR 500         | NAT -   | SPA -   | FRA -      |         | NED -   | BEL -   | FIN DNQ | GBR -      |         | DUI -   |         |         |         |         |            | 0      | -      | 0             | Kenny Roberts, Yamaha YZR 500                  |                                                    |
| 1981 | 250 cc | Kawasaki  | Kawasaki KR 250         | ARG 14  |         | DUI 1      | NAT 3   | FRA 1   | SPA 1   |         | NED 1      | BEL 1   | SMR 1   | GBR 1   | FIN 1   | ZWE 1   | TSL 1   |            | 160    | 1e     | 10            | Toni Mang, Kawasaki KR 250                     |                                                    |
| 1981 | 350 cc | Kawasaki  | Kawasaki KR 350         | ARG 7   | OOS 2   | DUI 1      | NAT 2   |         |         | JOE 1   | NED 1      |         |         | GBR 1   |         |         | TSL 1   |            | 103    | 1e     | 5             | Toni Mang, Kawasaki KR 350                     |                                                    |
| 1982 | 250 cc | Kawasaki  | Kawasaki KR 250         |         |         | FRA Boycot | SPA 3   | NAT 1   | NED 1   | BEL 1   | JOE DNF    | GBR 2   | ZWE 2   | FIN 6   | TSL 8   | SMR 1   | DUI 1   |            | 117    | 2e     | 5             | Jean-Louis Tournadre, Yamaha TZ 250            |                                                    |
| 1982 | 350 cc | Kawasaki  | Kawasaki KR 350         | ARG DNF | OOS 2   | FRA Boycot |         | NAT 4   | NED 2   |         |            | GBR 3   |         | FIN 1   | TSL 2   |         | DUI 2   |            | 81     | 1e     | 1             | Toni Mang, Kawasaki KR 350                     |                                                    |
| 1982 | 500 cc | Kawasaki  | Kawasaki KR 500         | ARG DNF | OOS -   | FRA -      | SPA -   | NAT -   | NED -   | BEL -   | JOE -      | GBR -   | ZWE -   |         |         | SMR -   | DUI -   |            | 0      | -      | 0             | Franco Uncini, Gallina-Suzuki RG 500           |                                                    |
| 1983 | 500 cc | Suzuki    | HB-Suzuki RG 500        | ZAF -   | FRA -   | NAT -      | DUI -   | SPA -   | OOS DNF | JOE -   | NED -      | BEL -   | GBR 12  | ZWE 10  | SMR 10  |         |         |            | 2      | 18e    | 0             | Freddie Spencer, HRC-Honda NS 500              |                                                    |
| 1984 | 250 cc | Privé     | HB-Yamaha TZ 250        | ZAF 5   | NAT 10  | SPA 7      | OOS 2   | DUI 4   | FRA 1   | JOE DNF | NED 4      | BEL 7   | GBR 11  | ZWE DNF | SMR 8   |         |         |            | 61     | 5e     | 1             | Christian Sarron, Sonauto-Yamaha YZR 500       |                                                    |
| 1985 | 250 cc | HRC-Honda | Marlboro-Honda RS 250 R | ZAF 2   | SPA 3   | DUI 3      | NAT 5   | OOS 2   | JOE DNF | NED 3   | BEL 3      | FRA 2   | GBR 1   | ZWE 1   | SMR 2   |         |         |            | 124    | 2e     | 2             | Freddie Spencer, Rothmans-HRC-Honda RS 250 R-W |                                                    |
| 1986 | 250 cc | HRC-Honda | Rothmans-Honda NSR 250  | SPA 2   | NAT 1   | DUI 2      | OOS DNQ | JOE DNF | NED 2   | BEL 18  | FRA 5      | GBR DNF | ZWE DNF | SMR 4   |         |         |         |            | 65     | 4e     | 1             | Carlos Lavado, HB-Venemotos-Yamaha YZR 250     |                                                    |
| 1987 | 250 cc | HRC-Honda | Rothmans-Honda NSR 250  | JAP 8   | SPA DNF | DUI 1      | NAT 1   | OOS 1   | JOE 7   | NED 1   | FRA DNF    | GBR 1   | ZWE 1   | TSL 1   | SMR 6   | POR 1   | BRA 7   | ARG Boycot | 136    | 1e     | 8             | Toni Mang, Rothmans-HRC-Honda NSR 250          |                                                    |
| 1988 | 250 cc | HRC-Honda | Rothmans-Honda NSR 250  | JAP 1   | VST 8   | SPA DNF    | POR 7   | NAT 10  | DUI 8   | OOS 10  | NED 3      | BEL 3   | JOE DNF | gestopt | gestopt | gestopt | gestopt | gestopt    | 87     | 8e     | 1             | Sito Pons, Campsa-HRC-Honda NSR 250            |                                                    |